# 彰化縣鄉道
彰化縣鄉道在1961年始有編制存在，今日系統於1983年大致定型，共計231條。全縣各鄉鎮內均有鄉道分佈。本縣鄉道多集中彰化平原之上，如彰2線、彰129線等。另有少部分的鄉道翻越八卦山，與南投縣形成多條跨縣鄉道，如彰86線。另外，本縣鄉道有一部分為糖業鐵路改建，如彰18線一部分曾為溪湖糖廠鹿港營業線改築、彰37線部分曾為溪湖糖廠洪堀寮線（另名「廍子線」）改築而成。目前本縣鄉道除福興鄉境內的一部分、彰28-1線及彰129線及彰206線以外，其餘皆無里程牌。